# Isserteaux
Isserteaux est une commune française située dans le département du Puy-de-Dôme, en région Auvergne-Rhône-Alpes.

## Géographie

### Localisation

#### Lieux-dits et écarts
Le Bourgis, le Gacard, les Berthes, la Rochette, Bouffevent, Puy-Fortuné, Champorand, Pressoiret, les Gruns, Roussel, Bracou, le Mas, la Maisonneuve, Seignoux, la Bâtisse, Badassat, Varnat, l'Étang des Maures, la Beauté, la Baraque Haute, la Baraque Basse, l'Epanlerie, la Rodde, le Theil, Fontvieille, le Gézy, Benayou, le Léobard,  Gague, Fougères, Bouchiche, le Montagné.
Isserteaux est limitrophe avec sept communes :
| Montmorin Saint-Julien-de-Coppel |            | Fayet-le-Château        |
| Sallèdes                         | Isserteaux | Saint-Jean-des-Ollières |
|                                  | Manglieu   | Sugères                 |

### Climat
Pour des articles plus généraux, voir Climat d'Auvergne-Rhône-Alpes et Climat du Puy-de-Dôme.
En 2010, le climat de la commune est de type climat des marges montargnardes, selon une étude du Centre national de la recherche scientifique s'appuyant sur une série de données couvrant la période 1971-2000. En 2020, Météo-France publie une typologie des climats de la France métropolitaine dans laquelle la commune est exposée à un climat de montagne ou de marges de montagne et est dans la région climatique Nord-est du Massif Central, caractérisée par une pluviométrie annuelle de 800 à 1 200 mm, bien répartie dans l’année.
Pour la période 1971-2000, la température annuelle moyenne est de 9,7 °C, avec une amplitude thermique annuelle de 15,7 °C. Le cumul annuel moyen de précipitations est de 978 mm, avec 10 jours de précipitations en janvier et 8 jours en juillet. Pour la période 1991-2020, la température moyenne annuelle observée sur la station météorologique de Météo-France la plus proche, « Fayet-le-Château », sur la commune de Fayet-le-Château à 4 km à vol d'oiseau, est de 11,2 °C et le cumul annuel moyen de précipitations est de 889,9 mm,. Pour l'avenir, les paramètres climatiques de la commune estimés pour 2050 selon différents scénarios d'émission de gaz à effet de serre sont consultables sur un site dédié publié par Météo-France en novembre 2022.

## Urbanisme

### Typologie
Au 1er janvier 2024, Isserteaux est catégorisée commune rurale à habitat très dispersé, selon la nouvelle grille communale de densité à sept niveaux définie par l'Insee en 2022.
Elle est située hors unité urbaine. Par ailleurs la commune fait partie de l'aire d'attraction de Clermont-Ferrand, dont elle est une commune de la couronne,. Cette aire, qui regroupe 209 communes, est catégorisée dans les aires de 200 000 à moins de 700 000 habitants,.

### Occupation des sols
L'occupation des sols de la commune, telle qu'elle ressort de la base de données européenne d’occupation biophysique des sols Corine Land Cover (CLC), est marquée par l'importance des territoires agricoles (69 % en 2018), une proportion identique à celle de 1990 (69 %). La répartition détaillée en 2018 est la suivante : prairies (55,7 %), forêts (31 %), zones agricoles hétérogènes (13,3 %). L'évolution de l’occupation des sols de la commune et de ses infrastructures peut être observée sur les différentes représentations cartographiques du territoire : la carte de Cassini (XVIIIe siècle), la carte d'état-major (1820-1866) et les cartes ou photos aériennes de l'IGN pour la période actuelle (1950 à aujourd'hui).

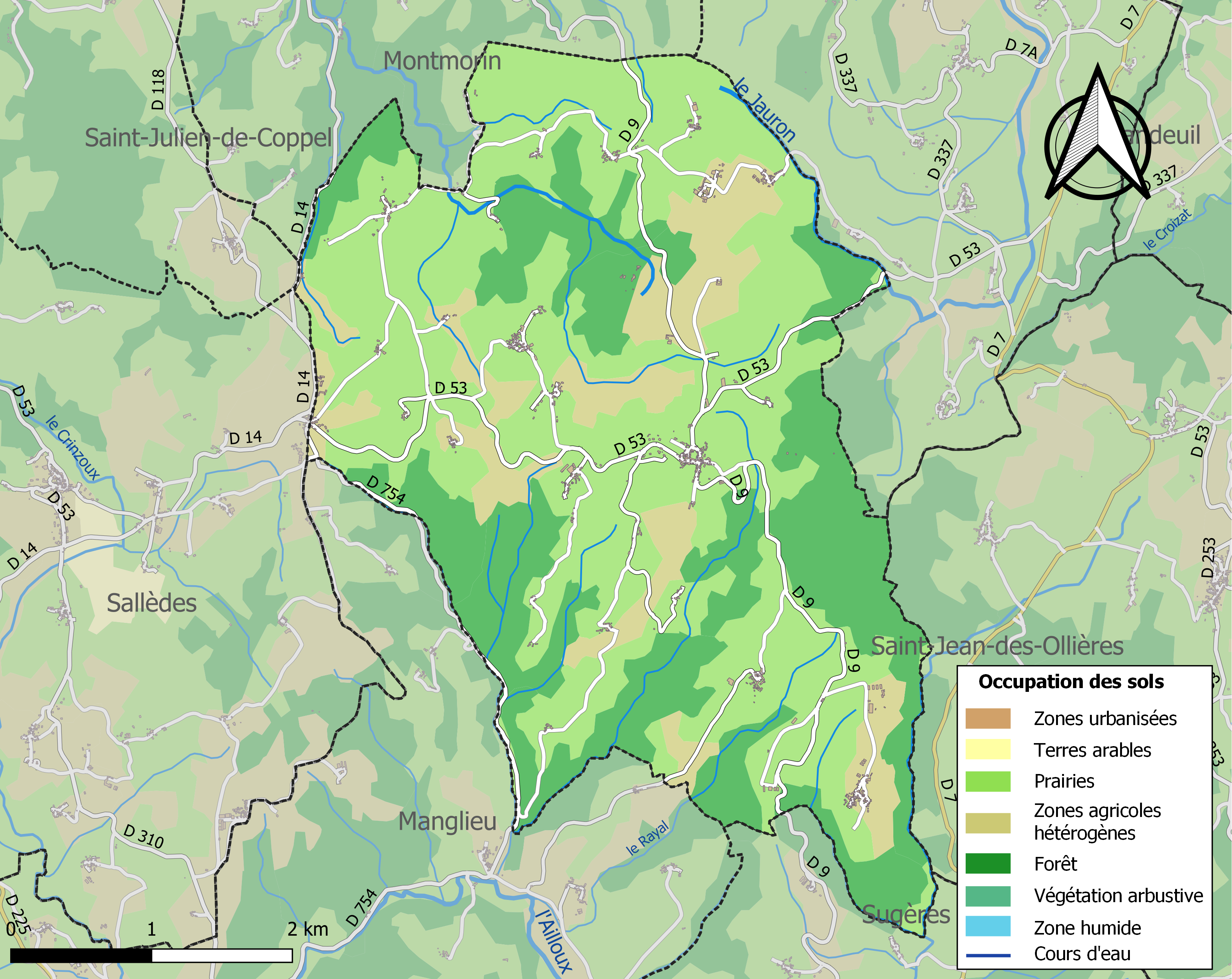
Carte des infrastructures et de l'occupation des sols de la commune en 2018 (CLC).

### Planification de l'aménagement
La communauté de communes Billom Communauté étant compétente en matière d'urbanisme, le plan local d'urbanisme concerne l'ensemble de ses communes. La commune d'Isserteaux disposait d'une carte communale, approuvée en 2007, laquelle a été abrogée par un arrêté préfectoral du 7 novembre 2019.

### Voies de communication et transports
Le territoire communal est traversé par les routes départementales 9 (reliant Billom et Montmorin au nord-ouest à Sugères au sud) et 53 (reliant Vic-le-Comte et Sallèdes à l'ouest à Fayet-le-Château au nord-est).

## Politique et administration

### Découpage territorial
La commune d'Isserteaux est membre de la communauté de communes Billom Communauté, un établissement public de coopération intercommunale (EPCI) à fiscalité propre créé le 1er janvier 2017 dont le siège est à Billom. Ce dernier est par ailleurs membre d'autres groupements intercommunaux.
Sur le plan administratif, elle est rattachée à l'arrondissement de Clermont-Ferrand, à la circonscription administrative de l'État du Puy-de-Dôme et à la région Auvergne-Rhône-Alpes.
Sur le plan électoral, elle dépend du canton de Billom pour l'élection des conseillers départementaux, depuis le redécoupage cantonal de 2014 entré en vigueur en 2015, et de la quatrième circonscription du Puy-de-Dôme pour les élections législatives, depuis le dernier découpage électoral de 2010.

### Élections municipales et communautaires

#### Élections de 2020
Le conseil municipal d'Isserteaux, commune de moins de 1 000 habitants, est élu au scrutin majoritaire plurinominal à deux tours avec candidatures isolées ou groupées et possibilité de panachage. Compte tenu de la population communale, le nombre de sièges à pourvoir lors des élections municipales de 2020 est de 11. La totalité des onze candidats en lice est élue dès le premier tour, le 15 mars 2020, avec un taux de participation de 59,13 %.

#### Chronologie des maires
| Période                                  | Période                    | Identité                 | Étiquette | Qualité                    |
| ---------------------------------------- | -------------------------- | ------------------------ | --------- | -------------------------- |
| Les données manquantes sont à compléter. |                            |                          |           |                            |
| 1800                                     | 1816                       | Jean Dessaigne           |           |                            |
| 1816                                     | 1832                       | François Dessaigne       |           |                            |
| 1832                                     | 1841                       | Jean-Baptiste Dessaigne  |           |                            |
| 1841                                     | 1855                       | Antoine Ravel            |           |                            |
| 1855                                     | 1870                       | Jean Dessaigne           |           |                            |
| 1870                                     | 1871                       | Jean Forchantre          |           |                            |
| 1871                                     | 1876                       | François Ravel           |           |                            |
| 1876                                     | 1892                       | Antoine-Désiré Dessaigne |           |                            |
| 1892                                     | 1900                       | Joseph Cosson            |           |                            |
| ...                                      | ...                        | ...                      | ...       | ...                        |
| avant 1988                               | ?                          | Louis Ledourner          | PS        |                            |
| mars 2001                                | mai 2020                   | Christine Mouillaud      |           |                            |
| mai 2020                                 | En cours (au 17 août 2020) | Jean-Claude Batisson     |           | Retraité de la gendarmerie |

## Population et société

### Démographie
L'évolution du nombre d'habitants est connue à travers les recensements de la population effectués dans la commune depuis 1793. Pour les communes de moins de 10 000 habitants, une enquête de recensement portant sur toute la population est réalisée tous les cinq ans, les populations de référence des années intermédiaires étant quant à elles estimées par interpolation ou extrapolation. Pour la commune, le premier recensement exhaustif entrant dans le cadre du nouveau dispositif a été réalisé en 2006.

En 2022, la commune comptait 422 habitants, en évolution de +1,44 % par rapport à 2016 (Puy-de-Dôme : +2,1 %, France hors Mayotte : +2,11 %).
| 1793  | 1800  | 1806  | 1821  | 1831  | 1836  | 1841  | 1846  | 1851  |
| ----- | ----- | ----- | ----- | ----- | ----- | ----- | ----- | ----- |
| 1 205 | 1 306 | 1 409 | 1 518 | 1 655 | 1 643 | 1 586 | 1 616 | 1 576 |

| 1856  | 1861  | 1866  | 1872  | 1876  | 1881  | 1886  | 1891  | 1896  |
| ----- | ----- | ----- | ----- | ----- | ----- | ----- | ----- | ----- |
| 1 560 | 1 501 | 1 414 | 1 314 | 1 254 | 1 199 | 1 127 | 1 068 | 1 071 |

| 1901 | 1906 | 1911 | 1921 | 1926 | 1931 | 1936 | 1946 | 1954 |
| ---- | ---- | ---- | ---- | ---- | ---- | ---- | ---- | ---- |
| 992  | 979  | 902  | 770  | 719  | 665  | 622  | 539  | 419  |

| 1962 | 1968 | 1975 | 1982 | 1990 | 1999 | 2006 | 2011 | 2016 |
| ---- | ---- | ---- | ---- | ---- | ---- | ---- | ---- | ---- |
| 394  | 360  | 336  | 316  | 303  | 327  | 398  | 410  | 416  |

| 2021 | 2022 | - | - | - | - | - | - | - |
| ---- | ---- | - | - | - | - | - | - | - |
| 417  | 422  | - | - | - | - | - | - | - |

## Culture locale et patrimoine

### Lieux et monuments
- Étang des Maures (privé) ;
- Église Saint-Pierre.
- Château du Léobard (privé), bâti en 1863.

### Patrimoine naturel
La commune d'Isserteaux est adhérente du parc naturel régional Livradois-Forez.